# Stroganovi
Stroganovi ali Strogonovi (rusko Стро́гановы, Стро́гоновы), so bili družina zelo uspešnih ruskih trgovcev, industrialcev, posestnikov in državnikov. Od časa Ivana Groznega (vladal 1533–1584) so bili najbogatejši gospodarstveniki v  Ruskem carstvu. Financirali so rusko osvajanje Sibirije (1580 in naprej) in od kneza Pozharskega ponovni prevzem Moskve od Poljakov leta 1612. Stroganovska šola slikarstva (konec 16. in 17. stoletja) je po njih dobila ime. Najnovejši skupni prednik družine je bil Fjodor Lukič Stroganov (umrl 1497), solinar. Njegov starejši sin Vladimir je postal ustanovitelj podružnice, katere člani so na koncu postali državni kmetje; ta rod se nadaljuje. Rodovnik najmlajšega sina Fjodora Lukiča Stroganova, Anikeja (1488–1570), je izumrl leta 1923. Anikejevi potomci so postali pripadniki visokega ruskega plemstva pod prvimi Romanovi (carji od leta 1613 naprej).

## Izvor
Predlaganih je več teorij o izvoru te družine. Veljalo je, da je bil začetnik družine trgovec v Velikem Novgorodu. Vendar je zgodovinar Andrej Vvedenski v svojem raziskovanju rodoslovja družine zaključil, da bi morali izhajati iz bogatih pomorskih kmetov (tj. z ruskega subarktičnega severa, na območju Belega morja) .
Najzgodnejši prednik družine se je imenoval Spiridon; živel je v času vladavine vojvode Dimitrija Donskega in je bil omenjen v 1390-ih. Njegov vnuk Luka Kuzmič Stroganov je bil najemnik kraljevskih posesti na območju reke Severne Dvine; domneva se, da je leta 1445 odkupil vojvodo Vasilija II. Moskovskega iz tatarskega zapora.
Njegov sin Feodor Lukič Stroganov (umrl 1497), zadnji skupni prednik družine, se je naselil v Solvičegodsku (tudi na ruskem severu). Bil je lokalni industrialec soli in lastnik nepremičnin v mestu, ki jih je prenesel na starejšega sina Vladimirja . Imel je dva brata, Semjona in Ivana, katerih potomci niso znani. Imel je tudi šest sinov: Štefana, Jožefa (Osip), Vladimirja, Ivana po vzdevku Višnjaka, Afanasija in Anikeja ter hčerko po imenu Maura.
Leta 1517 so starejši bratje Štefan, Jožef in Vladimir Stroganov dobili rudnik lesa in soli v okrožju Ustjug . Linija Vladimirja Stroganova še vedno živi po neposredni moški liniji. Vendar so njegovi potomci postali državni kmetje.
Njegov najmlajši sin, Anikej Fjodorovič Stroganov (1488–1570), je bil potomec plemenitega rodu družine Stroganov. Ta rod je zdaj izumrl. Leta 1515 je odprl soline, ki so pozneje postale velika industrija. Leta 1558 je Ivan Grozni dodelil Anikeju Stroganovu in njegovim naslednikom velika posestva na takratnem vzhodnem robu ruske naselitve, ob reki Kami in  Čusovaja.
Leta 1566 so njihove dežele na lastno zahtevo vključili v  opričnino, ozemlje znotraj Rusije pod neposredno oblastjo Ivana Groznega. Z izkoriščanjem in kolonizacijo prihajajočih ruskih kmetov so Stroganovi na teh območjih razvili kmetijstvo, lov, solinarstvo, ribolov in rudarstvo. Zgradili so mesta in utrdbe ter hkrati s pomočjo majhne zasebne vojske zatrli lokalne nemire (takšne zasebne enote so bile znane kot družina (ime izhaja iz slovanske besede drug (друг) s pomenom 'spremljevalec, prijatelj') in pripojile nove dežele na Uralu in Sibiriji v korist Rusije.
Jakov Anikevič Stroganov (1528 - 1577) je dosegel pri Ivanu Groznemu, da je prepovedal Angležem trgovanje v bližini Solvičegodska; on je poleg bratov dobil pravico organizirati vojaške napade na sibirska plemena in njihove vladarje. Bil je agent razkošja carja, vključno s krznom sobolja (Martes zibellina). Leta 1574 so mu skupaj z bratom Grigorijem podelili velika posestva v Sibiriji, ob reki Ob. Leta 1577 so mu podelili železna barja in gozd v Sodrolinski volosti s pravico, da tam ustanovi železarno.
Grigorij Anikejevič Stroganov (1533 - 1577) je dobil velika zemljišča v porečju reke Kame na območju Perma. Leta 1558 so mu dovolili proizvodnjo solne kaše. Leta 1564 je dobil privilegij, da je ustanovil mesto z imenom Kargedan, ki je bilo pozneje znano kot Orjol-gorodok.
Semjon Anikejevič Stroganov (? - 1609) in Anikejevi vnuki Maksim Jakovlevič (? - 1620) in Nikita Grigorijevič (? - 1620) naj bi bili pobudniki in pokrovitelji Jermakovega sibirskega pohoda leta 1581 .
V poznem 16. stoletju so Stroganovi postali zelo veliki posestniki in industrialci soli. V začetku 17. stoletja so zaradi nemirov utrdili svoje položaje s sponzorstvom boja centralne vlade proti upravičencem so prestola in poljskim napadalcem. Družina se je začela postopoma družiti s plemstvom. Leta 1608 je bil Kozma Danilovič Stroganov (1580 - 1617) vojvoda pri Totmi. Umrl je brez potomcev.
V obdobju poljskega posredovanja v začetku 17. stoletja so Stroganovi ponudili humanitarno in vojaško podporo ruski vladi (približno 842.000 rubljev samo v denarju), za kar so leta 1610 prejeli naziv 'ugledni ljudje' (imenitje ljudi) in dovoljenje za uradno sklicevanje z 'vič', ki se konča na očetovo ime, kot je bilo mišljeno samo za člane kraljevega dvora. Skupaj z novim naslovom so prejemali nepregledne privilegije za ljudi trgovskega razreda: zanje je veljala le kraljeva sodba, dovolili so jim ustanovitev mest in gradnjo trdnjav, lastništvo oboroženih čet in kovanje topov, organiziranje vojaških akcij proti sibirskim vladarjem in brezcarinsko trgovino z azijskimi državami.
V 17. stoletju so se Stroganovi začeli poročati z visokim ruskim plemstvom (knezi, bojarji in dvorjani). Na primer, Pjotr Semjonovič Stroganov (1583-1639) se je poročil z Matrjono Ivanovno Borbisčevo-Puškin. Maksim Maksimovič Stroganov (1603–1627) se je poročil z Ano Alferjevno Strešnevo, sestrično carice Evdoksije Strešneve. Stroganovi so se poročali s hčerami vojvodin in dvorjanov. Med družinami, s katerimi so se poročili v 1600-ih, je bilo nekaj knežjih družin, kot so Volkonski, Mesčerski, Barjatinski, Golicini, pa tudi s takimi brez naslovov, Rurikidi, rodbina Dmitrij-Mamonov in takšne bojarske družine, kot sta Saltikovi in Miloslavski.
Stroganovi so v 17. stoletju veliko vlagali v solno industrijo v Solikamsku. Grigorij Dmitrijevič Stroganov (1656–1715) je v 1680-ih združil vse raztresene posesti dedičev otrok Anikeja Stroganova. Priložil je tudi solinarstvo, ki je pripadalo družinama Šustov in Filatijev. V 18. stoletju so Stroganovi na Uralu ustanovili številne fužine in talilnice bakra.
Družina Stroganov je konec 17. in v začetku 18. stoletja po Rusiji zgradila številne izjemne baročne cerkve. Stolnico Marijine pridstavitve (Введенский собор Vvedenski sobor) v Solvičegodsku (1688–1696), cerkev Gospe Kazanske v Ustjužni (1694), cerkev Gospe Smolenske (церковь Смоленской Богоматери) v Gordejevki (del današnjega okrožja Kanavino v Nižnem Novgorodu (1697) in cerkev Sinaksije Matere božje v Nižnem Novgorodu (začela se je leta 1697, posvečena leta 1719) .

## Starejši rod Stroganov
Potomci Vladimirja Fjodoroviča Stroganova, enega starejših sinov Fjodora Lukiča Stroganova, so do 18. stoletja osiroteli in vstopili v razred državnih kmetov. Vladimir je podedoval očetove posesti v Solvičegodsku. Kasneje je za sto rubljev kupil vasico Csirenikovo, severno od Solvičegodska. Ta kraj je bil več generacij družinski sedež te veje. Afanasij Vladimirovič Stroganov (umrl 1607) se je ukvarjal z lokalnim podjetjem s soljo in trgovino s krznom. Z dohodkom od tega je kupil zemljišča okoli svoje vasi. Afanasij je dobil naziv gost (ugledni trgovec). Bil je tudi najemnik kraljevega posestva v bližini Solvičegorska. Afanasij Vladimirovič je družino Anike še vedno imel za sorodnika. Toda njegov sin Ivan je bil prvi v tej veji v nenehnem trendu navzdol, tako finančno kot socialno.
Razdor med premožnimi potomci Anike Stroganov in revno starejšo vejo družine je nastala v 1670-ih, ko je premožni del družine zanikal odnos z revnim. To je morda povzročilo mit, da naj bi starejši brat Anika domnevno umrl brez otrok.
Do konca 17. stoletja so se življenjske razmere revne veje Stroganov komaj razlikovale od življenjskih pogojev navadnih kmetov. Ker je bila ta veja močno osiromašena, se je začela vključevati v ročno delo in celo ropanje.
Ena od teh vej, Andrej Vasiljev sin Stroganov, je bil v 17. stoletju med ruskimi pionirjem v Sibiriji. V regiji Zabajkalija je ustanavljal trdnjave. Pozneje so ga vzgojili za vodjo kozaške čete.
Po podatkih, ki jih je zbral zgodovinar A. Vvedenski, hlapcem je bilo ukazano, da odženejo kmečke prišleke, ko so v Sankt Peterburgu revni sorodniki obiskali palačo svojih premožnih sorodnikov, ki stoji na križišču ulice Mojke in Nevskega prospekta.
Leta 1911 je grof Pavel Sergejevič Stroganov umrl brez potomcev. Njegovo bogastvo 120 milijonov rubljev je bilo namenjeno državi. Znani odvetnik Maklakov je sprožil raziskave, da bi dokazal razmerje med grofom in Stroganovi iz Cirenikove. Na sodišču se je Malakov spopadel z grofovim razmerjem po ženski liniji in zmagal v zadevi. Maklakov se je naselil na Cirenikovem in je želel deliti dediščino s Stroganovimi. Vendar se je dedovanje zataknilo pri birokraciji. Potem je posegla revolucija in preprečila, da bi revna veja Stroganov dobila dediščino. 

## Žlahtna veja Stroganov
Žlahtna veja družine Stroganov je bila po poreklu od Anikeja Stroganova, najmlajšega sina Fjodora Lukiča Stroganova (umrl 1497). Od 17. stoletja naprej so bili potomci Anike zelo blizu kraljevega dvora; pomešali so se z najvišjim plemstvom in se z nekaterimi celo poročili. V tem času so začeli svoje osiromašene, skoraj kmečke sorodnike polagoma odtujevati in celo popolnoma zanikati.
Eden od potomcev, Grigorij Dmitrijevič Stroganov (1656–1715), je bil pristaš Petra Velikega. Pogosto so ga vabili na dvor carja Alekseja Romanova, tudi na zasebne večerje. Svoje štiri vojaške ladje, ki so jih zgradili v Voronežu in Astrahanu, je daroval Petru Velikemu .
Med severno vojno 1700–1721 so Stroganovi vlado Petra Velikega finančno podprli, za kar so Aleksander Grigorijevič, Nikolaj Grigorijevič in Sergej Grigorijevič leta 1722 dobili naslov barona in kasneje grofa.
Od takrat naprej so bili Stroganovi pripadniki ruske aristokracije in so zasedali pomembna vladna mesta.
- Sergej Grigorijevič (1707–1756) je v času vladavine Elizabete Petrovne igral pomembno vlogo.
- Njegov sin Aleksander Sergejevič (1733–1811) je bil član komisije za pripravo novega zakonika v času vladavine Katarine Velike. V poznem 18. - začetku 19. stoletja je opravljal različne funkcije, na primer predsednik Ruske akademije umetnosti, umetniški direktor Javne knjižnice in član Državnega sveta.
- Pavel Aleksandrovič Stroganov (1772–1817) je bil član Neuradnega odbora (Негласный комитет) Aleksandra I. in pomočnik ministra za notranje zadeve.
- Sergej Grigorijevič Stroganov (1794–1882) je bil v letih 1859–1860 generalni guverner Moskve. Leta 1825 je ustanovil Moskovski umetniško-industrijski inštitut Stroganov.
- Aleksander Grigorijevič Stroganov je bil v letih 1839–1841 minister za notranje zadeve in nato član državnega sveta (od 1849).

Za večino Stroganovih je znano, da so pokazali zanimanje za umetnost, literaturo, zgodovino in arheologijo. Včasih so imeli v lasti bogate knjižnice, zbirke slik, kovancev, medalj, itd. Palača Stroganov (danes ena izmed stavb Državnega ruskega muzeja) spada med glavne znamenitosti Nevskega prospekta v Sankt Peterburgu.
Leta 1911 je grof Pavel Sergejevič Stroganov brez potomcev umrl. Njegova smrt je vzbudila pravdanje zaradi njegovega bogastva med ženskimi linijami in starejšimi ne plemenitimi potomci družine Stroganov

## Sodobnost
Po ruski revoluciji leta 1917 se je družina Stroganov izselila z Belim gibanjem in vsa družinska lastnina v Rusiji je bila podržavljena.
Fundacija Stroganoff, ustanovljena leta 1992 v New Yorku kot neprofitna korporacija, je namenjena ohranjanju in obnovi ruske dediščine družine Stroganov.
Ustanovitev fundacije Stroganoff je bila navdih baronice Hélène de Ludinghausen, ki živi v Parizu in katere mati, princesa Ksenia Aleksandrovna Ščerbatova-Stroganova, se je rodila v palači Stroganov.
Rodovnik, ki je sledil najmlajšemu bratu Anikeju Stroganovu (plemeniti veji), je izginil v moški liniji leta 1923. Kmečki rod, ki je bil uveden od starejšega brata Vladimirja Stroganova, še vedno traja.